# Míčov
Míčov je západní část obce Míčov-Sušice v okrese Chrudim v Pardubickém kraji. Míčov je také název katastrálního území o rozloze 2,99 km².

## Historie
První písemná zmínka o vesnici pochází z roku 1349.

## Obyvatelstvo
| Rok            | 1869 | 1880 | 1890 | 1900 | 1910 | 1921 | 1930 | 1950 | 1961 | 1970 | 1980 | 1991 | 2001 | 2011 | 2021 |
| -------------- | ---- | ---- | ---- | ---- | ---- | ---- | ---- | ---- | ---- | ---- | ---- | ---- | ---- | ---- | ---- |
| Počet obyvatel | 250  | 237  | 276  | 276  | 302  | 293  | 233  | 168  | 199  | 189  | 178  | 167  | 182  | 146  | 147  |
| Počet domů     | 33   | 33   | 38   | 38   | 40   | 39   | 46   | 49   | 133  | 47   | 51   | 50   | 53   | 65   | 69   |

## Obecní správa
Při sčítání lidu v letech 1850–1959 Míčov byl samostatnou obcí v okrese Čáslav. Od roku 1960 je částí obce Míčov-Sušice v okrese Chrudim.

## Pamětihodnosti
- Kostel svatého Matouše, první zmínka z roku 1349